# ليندسي لامار
ليندسي لامار (بالإنجليزية: Lindsey Lamar)‏ هو لاعب كرة قدم أمريكية ولاعب كرة القدم الكندية أمريكي، ولد في 19 سبتمبر 1990.

## وصلات خارجية
- ليندسي لامار على موقع الاتحاد الدولي لألعاب القوى (الإنجليزية)